# FLoating Instrument Platform
Die FLoating Instrument Platform (deutsch Schwimmende Instrumentenplattform, offizielle Bezeichnung R/P FLIP) war eine schwimmende Forschungsplattform der United States Navy. Sie gehörte zum Office of Naval Research der Navy und wurde von der Scripps Institution of Oceanography in Kalifornien betrieben. Das Schiff besitzt große Ballasttanks im Heck und kann dadurch senkrecht im Wasser aufgerichtet werden. Es wurde Anfang der 1960er Jahre als stabile Plattform zur Erforschung des Verhaltens von Schallwellen unter Wasser entwickelt und bis September 2020 genutzt. Es war damit zu diesem Zeitpunkt das älteste noch aktive und eines der außergewöhnlichsten Seefahrzeuge der US-Marine. Im Gegensatz zu Forschungsschiffen hatte es keinen eigenen Antrieb und musste zum Einsatzort geschleppt werden.

## Geschichte

### Entwicklung und Bau
Im Rahmen des SUBROC-Programms benötigte die US Navy Anfang der 1960er Jahre eine stabile Forschungsplattform, von der aus das Verhalten des Schalls unter Wasser, insbesondere Ausbreitung und Beugung, erforscht werden konnte. Die Erkenntnisse sollten in die Entwicklung von Unterwasserortungssystemen einfließen. Fred Spiess und Fred Fisher hatten bereits Ende der 1950er Jahre Erfahrungen mit dem U-Boot USS Baya gesammelt, das für Unterwasserforschungen eingesetzt wurde. Das U-Boot erwies sich aber zunächst wegen technischer Unzulänglichkeiten wie geringer Tauchtiefe und kurzer Verweildauer unter Wasser als ungeeignet. Hinzu kam, dass das Boot auch in 100 Meter Tiefe durch stürmische Seen gierte und damit als Messplattform ungeeignet war.
Aufgrund dieses Problems berieten sich die Wissenschaftler mit Alan Vyne vom Woods Hole Oceanographic Institution, der vorgeschlagen hatte, ein U-Boot „senkrecht“ ins Wasser zu stellen, um eine stabile Plattform zu gewährleisten. Diese Anordnung würde es ermöglichen, Messungen in 100 Meter Tiefe vorzunehmen und diese zugleich mit optischen oder anderen Signalen über Wasser zu vergleichen. Eine Umrüstung eines U-Bootes zu solch einer Plattform wäre aber mit sehr großen Schwierigkeiten verbunden, weshalb man ein komplett neues Schiff entwarf, das genau auf die Bedürfnisse abgestimmt war.
Um die exakte Messung der Peilgenauigkeit sowie der Amplituden und Ausbreitung des Schalls auch durch verschiedene Schichten des Ozeans zu gewährleisten, wurde eine bemannte Pose als Forschungsplattform vorgeschlagen. Die Anforderungen ergaben eine Mindesttiefe von ca. 91 Metern (300 Fuß), um Hydrophone in verschiedenen Tiefen montieren zu können, aber auch einen maximalen Tiefgang von 4,5 Metern (15 Fuß), um auch von kleinen, flachen Häfen aus operieren zu können.
In der Folgezeit wurden an einem Modell die nötigen Abmessungen und Rumpfformen getestet sowie erste Absenkversuche durchgeführt. Anfang 1962 erfolgte dann die Kiellegung bei der Gunderson Brothers Engineering Corporation in Portland, Oregon. Der Bau kostete 600.000 US-Dollar (heute inflationsbereinigt ca. 5.400.000 US-$) und wurde vom Office of Naval Research bezahlt. Nach der Taufe durch Sally Spiess, die Ehefrau eines der Entwickler, lief FLIP am 22. Juni 1962 vom Stapel. Einen Monat später, am 23. Juli, wurden die Ballasttanks im Hood Canal in Washington zum ersten Mal geflutet, und das Schiff stand zum ersten Mal senkrecht im Wasser. Nach weiteren Tests wurde die antriebslose Forschungsplattform im September nach San Diego geschleppt, wo sie ihren Dienst aufnahm.

### Einsatz

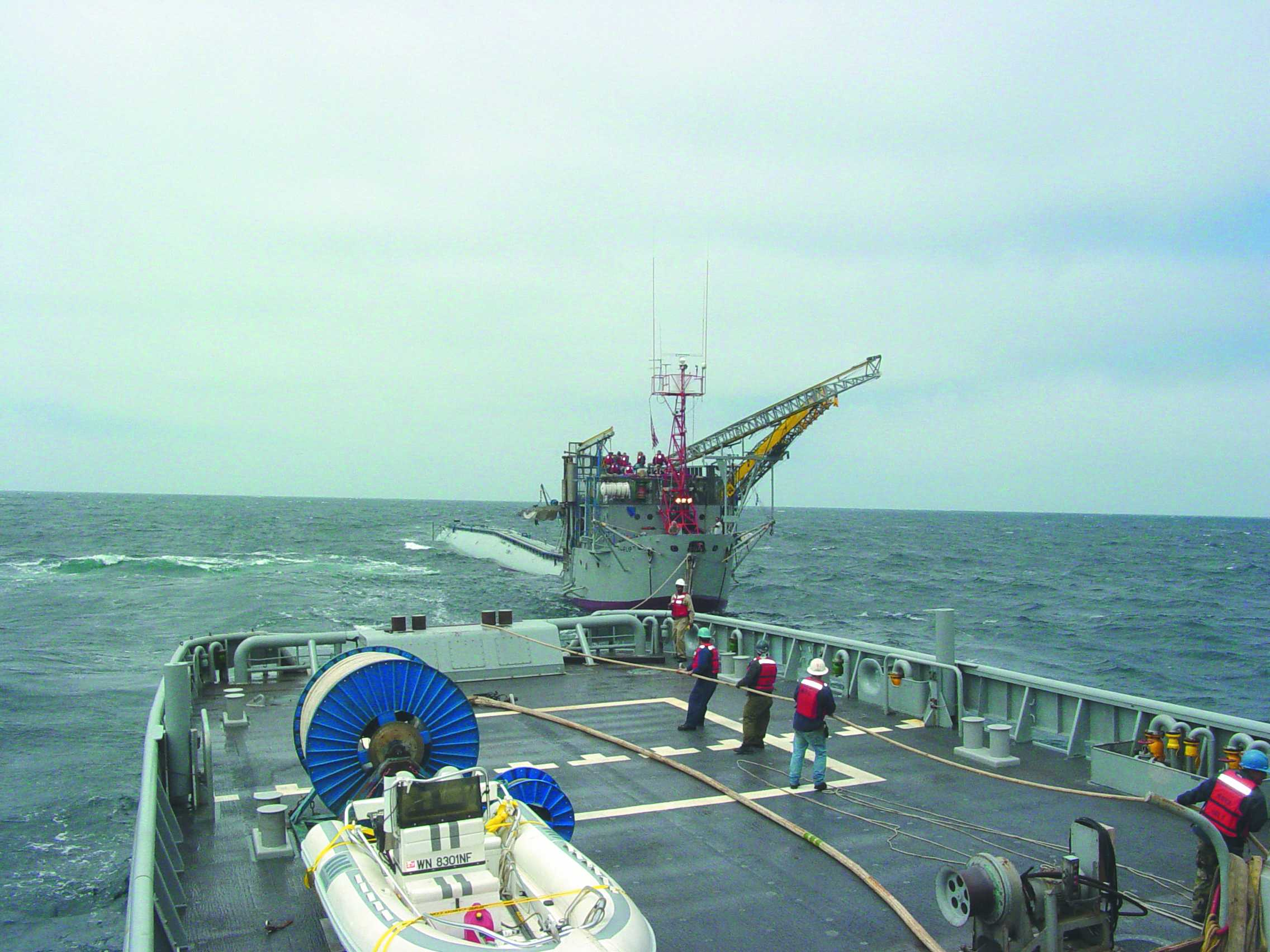
FLIP vor dem Absenken, von der USNS Navajo aus gesehen

FLIP diente bis zum Abschluss des SUBROC-Programms im Jahr 1965 als Messplattform für die Erprobung der neuen Unterwasserwaffe. In der Folgezeit wurde es an das Scripps Institute übergeben, das die Plattform für hydrographische Untersuchungen im Pazifik einsetzte. Auch zur Erforschung der Meeresfauna, besonders von Meeressäugern, wird FLIP eingesetzt, ebenso für die Erforschung von Meereswellen und deren Verhalten und Entstehung. Darüber hinaus wurden Beobachtungen über die Interaktion von Meer und Atmosphäre sowie Energietransfers durchgeführt.
Bei Einsätzen hat die Plattform Wellen bis zu 25, nach anderen Angaben bis zu 28 Metern, unbeschadet überstanden. Auch bei solch starkem Wellengang lag FLIP noch stabil im Wasser und bewegte sich nur minimal.
Da FLIP über keinen eigenen Antrieb verfügt, muss die Plattform von anderen Schiffen ins Einsatzgebiet geschleppt werden.
Hierzu werden entweder andere Forschungsschiffe oder schwere Navy-Hochseeschlepper der Powhatan-Klasse verwendet. Bis zu ihrer Außerdienststellung wurden auch die älteren Hochseeschlepper der Navajo- oder Abnaki-Klasse eingesetzt.
Stationiert war die Forschungsplattform in der Nimitz Marine Facility in der San Diego Bay, gegenüber der Naval Air Station North Island.

### Modernisierung
1994 beschloss das Office of Naval Research, eine gründliche Überholung der Forschungsplattform durchzuführen. Am 12. Dezember 1994 begann die Forschungsplattform ihren Werftaufenthalt bei Campbell Shipyards, San Diego. In den folgenden Monaten wurden Korrosionsschäden an der Rumpfstruktur ausgebessert, die 1993 bei einer Inspektion festgestellt worden waren, die Flutventile der Ballasttanks ausgetauscht sowie das Leitungssystem erneuert. Die gesamte elektrische Installation von FLIP wurde erneuert, ein neues Feuerlöschsystem installiert sowie neue Überwachungsinstrumente eingebaut. Zudem wurden alle Generatoren, Pumpen und Motoren an Bord überholt und instand gesetzt, ebenso die Klimaanlage und die Entsalzungsanlage zur Trinkwassergewinnung. Die Mannschaftsunterkünfte erhielten eine neue Wand- und Deckenverkleidung, ebenso wurden die Staumöglichkeiten verbessert sowie neue Kojen installiert. Mit den ersten Erprobungs„fahrten“ am 18. und 19. Januar 1996 war die Generalüberholung dann abgeschlossen. Die Gesamtkosten für die Modernisierung betrugen zwei Millionen US-Dollar.

### Außerdienststellung
Ihren letzten Einsatz hatte die Forschungsplattform im Herbst 2017; sie war zu diesem Zeitpunkt das älteste noch aktive Seefahrzeug der US-Marine. Im September 2020 wurde sie außer Dienst gestellt und am 3. August 2023 zu einer Einrichtung geschleppt, wo sie abgewrackt werden sollte. Begründet wurde die Außerdienststellung mit zu hohen Kosten, die für eine notwendige Renovierung aufgewendet werden müssten.

### Instandsetzung
Statt das Schiff abzuwracken, wurde es 2024 an eine private Firma verkauft, die es für ihre Zwecke umbauen möchte.

## Technik

### Rumpf

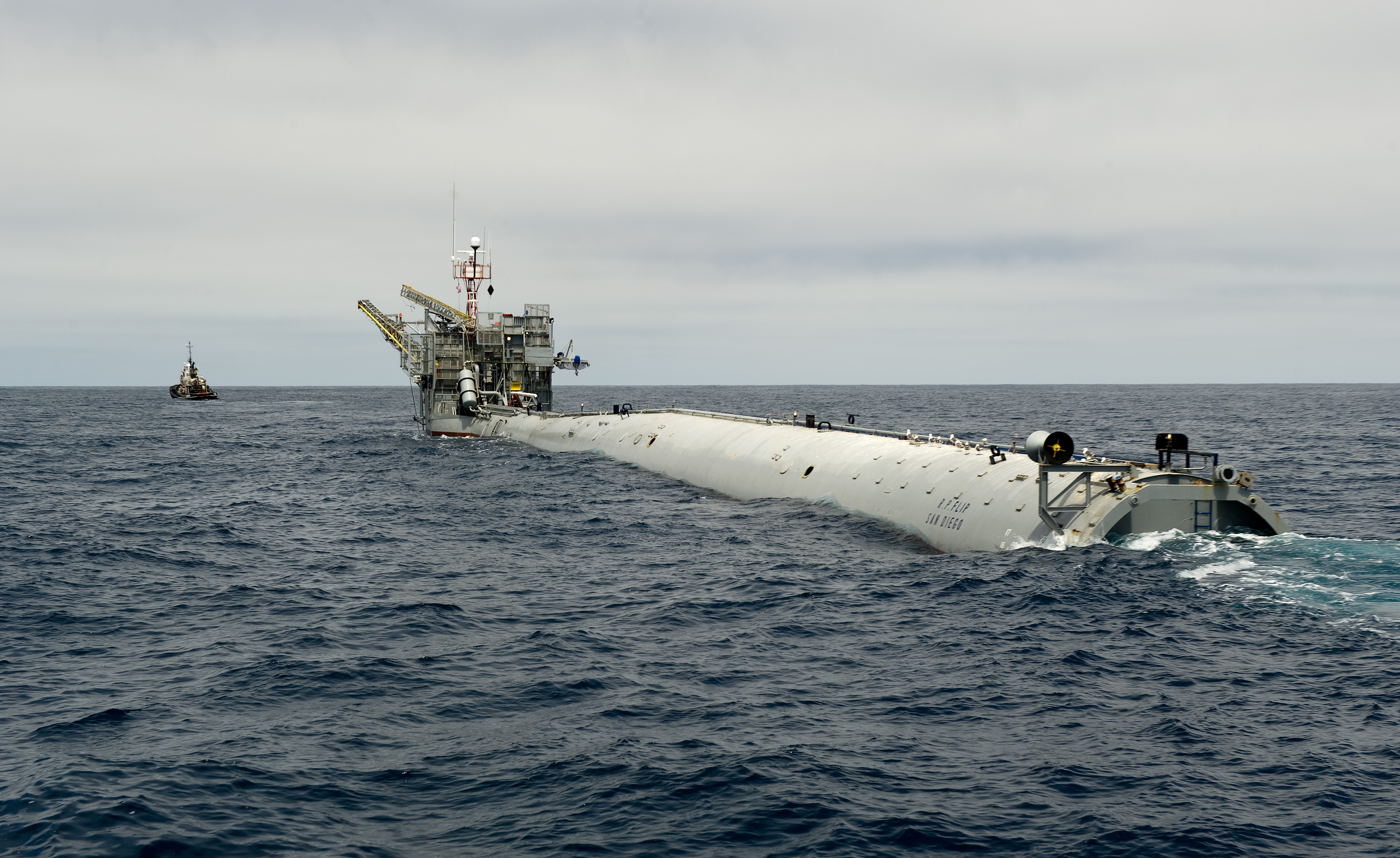
Heck der FLIP

Der 108,2 Meter lange Rumpf der Plattform unterteilt sich in zwei Sektionen: den 91,44 Meter langen, zylindrischen Heckteil, der die Ballasttanks enthält und im gefluteten Zustand vollständig unter Wasser liegt, sowie die vordere 16,74 Meter lange Bugsektion, in der sich die Mannschaftsunterkünfte sowie die Forschungseinrichtungen befinden. Die Breite des vorderen Rumpfabschnitts beträgt 7,93 Meter, der maximale Tiefgang liegt bei 3,83 Metern. Die zylinderförmige Hecksektion hat einen Durchmesser von 6,5 Metern, der sich ab etwa einem Drittel der Schiffslänge zum Bug hin auf 4 Meter verjüngt. Der Rumpf wurde aus hochfestem Tri-Ten-Stahl gefertigt, um die Belastungen beim Absenkvorgang ertragen zu können.
Die Plattform verfügt über keinen eigenen Antrieb, lediglich ein kleiner, hydraulisch betriebener Propeller ermöglicht Drehungen um die Hochachse. Gekoppelt mit einem Kreiselkompass ermöglicht er es zudem, das Schiff in einer bestimmten Ausrichtung festzulegen.

### Ausrüstung

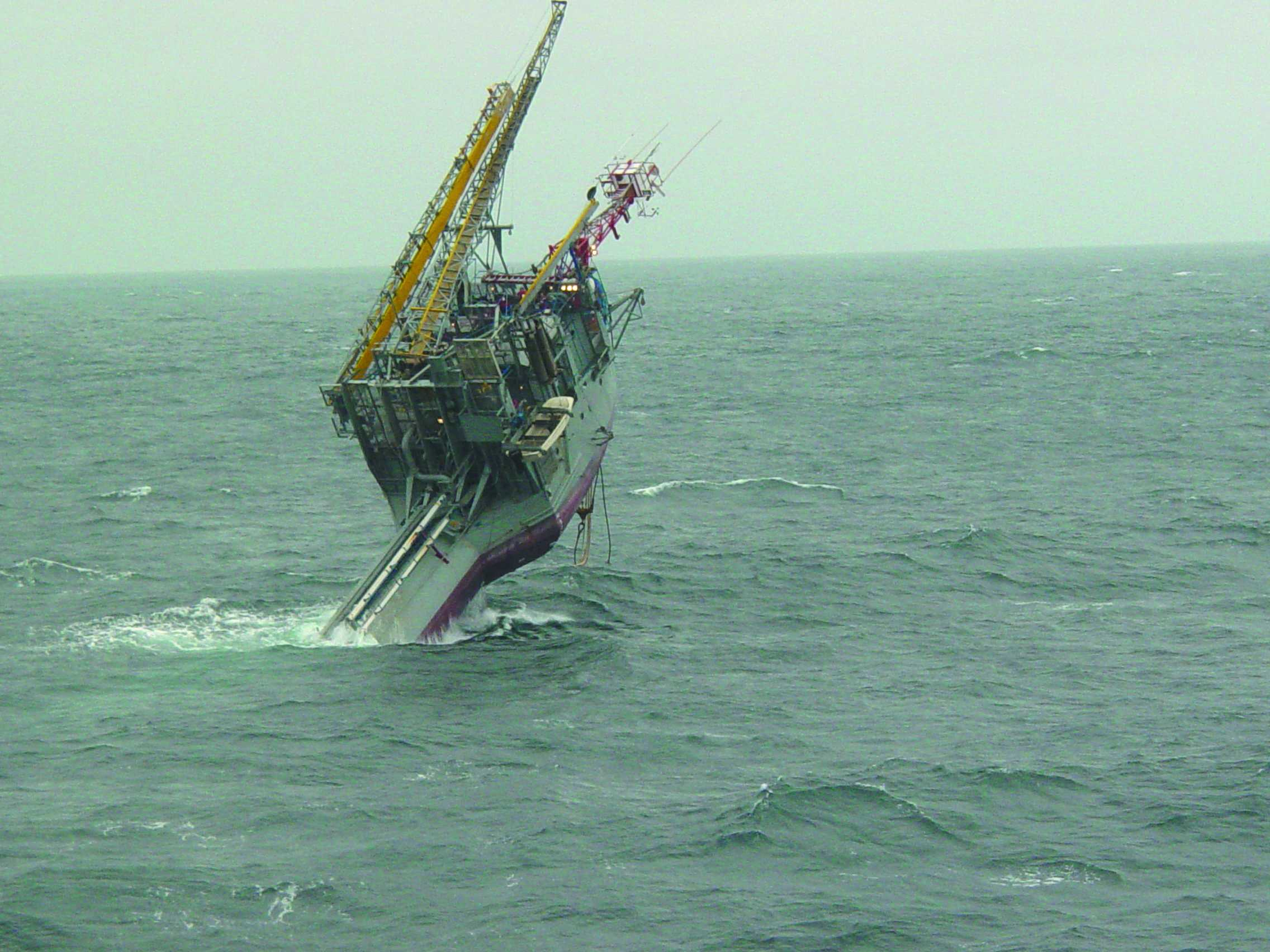
FLIP während des Absenkvorgangs

Die Besonderheit an FLIP ist, dass die meiste Ausrüstung an Bord entweder drehbar gelagert ist, um den Schwenkvorgang mitzumachen, oder um 90° gedreht doppelt vorhanden ist, um in jeder Lage einsatzfähig zu sein. So sind die beiden 150-kW-Dieselgeneratoren und der 40-kW-Reservegenerator ebenso wie die Küchenzeile in der Kombüse frei drehbar aufgehängt. In der Nasszelle sind jeweils zwei Duschen und Waschbecken vorhanden, je um 90° gedreht. Ein 5678-Litertank und ein Wasserentsalzer mit einer Kapazität von 115 Litern pro Stunde versorgen das Schiff mit Trinkwasser. Zum Ausblasen der Ballasttanks befinden sich 84 Kubikmeter Druckluft in acht Druckflaschen innerhalb der Ballasttanks.
Das Schiff ist mit GPS, UKW- und KW-Funkgeräten, einer Inmarsat-Satellitenverbindung sowie einer GSM-Verbindung ausgestattet.
Im Schiff stehen knapp 46 Quadratmeter Laborfläche für verschiedene Zwecke zur Verfügung. Am Rumpf können in verschiedenen Tiefen Unterwassermikrofone und Sonaranlagen installiert werden, die herabklappbaren Stege an Deck bieten weiteren Platz für Radar- und Sonaranlagen zur Messung von Wellenhöhen und -geschwindigkeiten.
Mit speziellem Verankerungsmaterial kann FLIP in tiefem Wasser mittels einer Dreipunktverankerung sicher verankert werden. Die größte Ankertiefe betrug bisher 5500 Meter bei einem Einsatz im Jahr 1969 vor Hawaii. Bei großen Ankertiefen verbleiben 30 der 80 Tonnen Ankermaterial auf dem Meeresboden, da ein Heraufholen des Ankers und der Ankerkette aufgrund des hohen Gewichts und der Tiefe nicht machbar ist.

## Absenkvorgang
Während des Absenkvorgangs befindet sich die gesamte Besatzung des Schiffs auf dem vorderen Deck vor den Aufbauten, niemand darf sich unter Deck aufhalten, um eventuelle Gefährdungen durch ungesicherte Ausrüstung zu vermeiden. Durch Öffnen der Flutventile wird die Flutung eingeleitet, innerhalb von 28 Minuten strömen etwa 700 Tonnen Seewasser in die Ballasttanks im zylindrischen Ende des Schiffs, und FLIP richtet sich auf. Die Decks werden langsam zu Schotten, Schotten werden zu Decks, und die Besatzung befindet sich nun auf dem obersten Deck des Schiffs. Der Aufrichtvorgang beschleunigt sich während der letzten 15° stark, zudem rotiert das Schiff einmal um 180° um die Hochachse.